# Уве Реслер
Уве Реслер (нім. Uwe Rösler, нар. 15 листопада 1968, Альтенбург) — німецький футболіст, що грав на позиції нападника. По завершенні ігрової кар'єри — тренер. З 2022 року очолює тренерський штаб данського клубу «Орхус».
Виступав, зокрема, за клуб «Манчестер Сіті», а також національну збірну НДР.

## Клубна кар'єра

### Виступи у Німеччині
У дорослому футболі дебютував 1987 року виступами за команду клубу «Локомотив» (Лейпциг), в якій провів один сезон, взявши участь у 3 матчах чемпіонату НДР. Не закріпившись у головній команді міста Реслер 1988 року став гравцем більш скромного «Хемі» (Лейпциг) з другого дивізіону, а в березні 1989 року повернувся у вищий дивізіон, де став виступати за «Магдебург».
На початку 1991 року Реслер став гравцем «Динамо» (Дрезден), з яким у сезоні 1990/91 став віце-чемпіонам останнього розіграшу чемпіонату НДР. Цей результат дозволив клубу наступний сезон розпочати у Бундеслізі об'єднаної Німеччини. Зайнявши з клубом 14 місце і врятувавши його від вильоту, влітку 1992 року нападник перейшов у «Нюрнберг». У складі нового клубу провів 28 ігор у Бундеслізі, не зумівши забити жодного м'яча, після чого був відданий в оренду назад в «Динамо» (Дрезден). Реслер, який виріс в НДР, де футболісти офіційно вважалися аматорами, важко адаптовувався після переїзду на захід Німеччини після об'єднання, про що він розповідав в інтерв'ю.

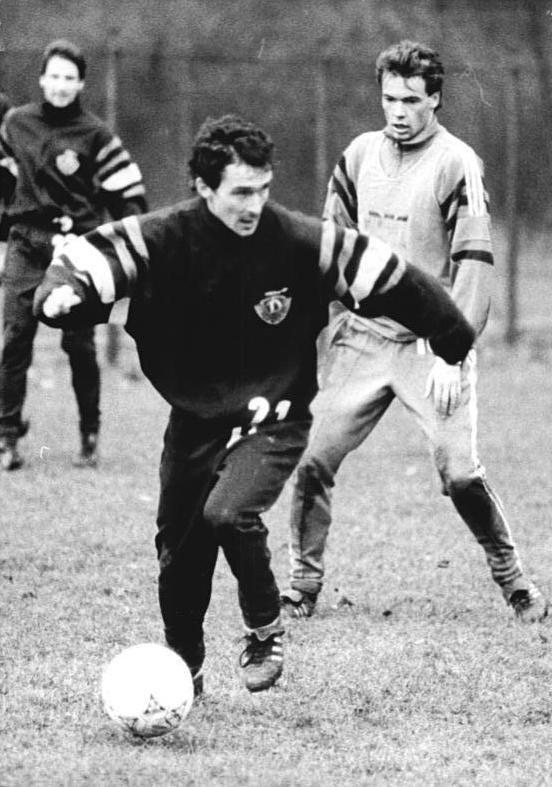
Уве Реслер (позаду Ганса-Уве Пільца) на тренуванні «Динамо» (Дрезден). 3 грудня 1990 року

### Манчестер Сіті
У березні 1994 року Реслер приїхав на перегляд в англійський «Манчестер Сіті». Можливість проявити себе він отримав в матчі резервного складу проти «Бернлі» і використовував її, забивши два м'ячі. Результатом стала тримісячна оренда. Через тиждень він дебютував і за основний склад у грі проти «Квінз Парк Рейнджерс». В 12 матчах Реслер забив п'ять м'ячів і підписав повноцінний контракт з «городянами». Сума трансферу оцінювалася в 375—500 тисяч фунтів.
Сезон 1994/95 почався для «Сіті» з невдачі у стартовому турі команда поступилася «Арсеналу» з рахунком 0:3. Згодом Реслер налагодив взаємодію з напарником по атаці Полом Волшем і за сезон забив 22 м'ячі в чемпіонаті і Кубку. У кубковій грі проти «Ноттс Каунті» Реслер відзначився чотири рази, повторивши досягнення Джонні Гарта 1953 року. За підсумками сезону він став найкращим бомбардиром команди і отримав приз гравцеві року в «Манчестер Сіті».
На початку сезону 1995/96 «Сіті» очолив Алан Болл. Схема команди змінилася і, незважаючи на сильних флангових гравців, упор робився на атаки через центр. Крім того, був проданий напарник Реслера по атаці — Пол Волш. Ситуація, що склалася, призвела до конфлікту гравця з тренером, переможцем з якого вийшов Реслер. У дербі проти «Манчестер Юнайтед» він вийшов на заміну і забив красивий гол. За підсумками сезону «Манчестер Сіті» покинув Прем'єр-лігу, проте Реслер залишився вірним команді.
Провівши ще один важкий сезон, затьмарений травмами, Реслер покинув «Манчестер Сіті» після закінчення сезону 1997/98, в якому «городяни» покинули перший дивізіон, в статусі вільного агента. За чотири роки у складі «Сіті» він провів 176 ігор, в яких відзначився 64 рази. У грудні 2009 року він був включений до Зали слави клубу.

### Повернення в Німеччину
Влітку 1998 року Реслер уклав однорічний контракт з «Кайзерслаутерном», який тільки що виграв чемпіонат Німеччини. Кращою грою в складі команди для Реслера став матч Ліги чемпіонів проти ГІКа, в якому він оформив хет-трик. У чвертьфіналі Ліги «Кайзерслаутерн» поступився мюнхенській «Баварії».
Після закінчення сезону він перейшов в Берлін ську «Теніс Боруссію», за яку провів 28 ігор, забивши 6 м'ячів у Другій Бундеслізі. У команді зібрався хороший склад з великою кількістю досвідчених збірників, зокрема віце-чемпіон Європи чех Ян Сухопарек, чемпіон Європи серед юнацьких (до 19) та молодіжних команд (до 21) росіянин Сергій Кир'яков, а також гравці своїх збірних македонець Саша Чирич, марокканець Абдеррахім Уакілі та інші, які грали під керівництвом титулованого Вінфріда Шефера. Команда була одним з головних претендентів на підвищення у класі, втім після банкрутства головного спонсора команди — «Геттінген-груп», 2000 року фіолетові були відправлені в Регіоналлігу, а гравці отримали статус вільного агента.

### Повернення в Англію
Влітку 2000 року Реслер в статусі вільного агента був запрошений Гленном Годдлом в «Саутгемптон». Стати основним форвардом «святих» Реслеру не дозволила блискуча форма Джеймса Бітті, який забив у листопаді-грудні 10 м'ячів у 10 іграх. Крім того, він отримав травму паху, через яку змушений був піти на операцію, і пропустив кілька тижнів. За «Саутгемптон» Реслер забив лише одного разу — в кубковій грі проти «Менсфілд Тауна».
26 травня 2001 року Реслер в товариській грі проти «Брайтон енд Гоув Альбіон» забив останній м'яч в історії стадіону «Делл». Вибір суперника на прощальний матч на арені був символічний — саме «Брайтон енд Гоув» став першим гостем стадіону в 1898 році.
У наступному сезоні Реслер був відданий в оренду «Вест Бромвіч Альбіон», який шукав заміну для травмованого Скотта Добі. У складі «Вест Брому» він дебютував 31 жовтня 2001 року в грі проти «Крістал Пелеса». Всього за клуб він провів п'ять матчів. Єдиний гол забив у ворота «Ноттінгем Форест» в листопаді 2001 року.

### Завершення кар'єри
У січні 2002 року Реслер покинув Англію і перейшов в «Унтергахінг», разом з яким за підсумками сезону завоював путівку в Бундеслігу, втім там так і не зіграв.
У липні 2002 року Реслер перейшов в норвезький «Ліллестрем», за який забив 10 м'ячів в 11 іграх другої половини сезону. На початку 2003 року Реслер завершив кар'єру гравця після того, як у нього був діагностований рак. Пройшовши курс хіміотерапії він переміг хворобу і повернувся у футбол, перейшовши до тренерської діяльності.

## Виступи за збірну
26 січня 1988 року дебютував в офіційних іграх у складі національної збірної НДР в товариському матчі з Кувейтом, що завершився перемогою з рахунком 2:1. Брав участь в останньому матчі в історії збірної НДР — 12 вересня 1990 року, за 21 день до возз'єднання Німеччини, проти Бельгії.. Всього протягом кар'єри у національній команді, яка тривала 3 роки, провів у її формі 5 матчів.

## Кар'єра тренера

### Робота в Норвегії

#### «Ліллестрем»
Відновившись після лікування раку, в 2005 році, Реслер зайняв пост головного тренера норвезького «Ліллестрема». Під його керівництвом команда двічі поспіль займала 4-е місце в чемпіонаті Норвегії, а також вийшла у фінали національного кубка і Королівської ліги, в яких поступилася. Результати не задовольнили керівництво клубу і 13 листопада 2006 року Реслер був звільнений.

#### «Вікінг»
22 листопада 2006 року Реслер очолив «Вікінг». У 2007 році він привів команду до третього місця в чемпіонаті. Покинув команду 18 листопада 2009 року.

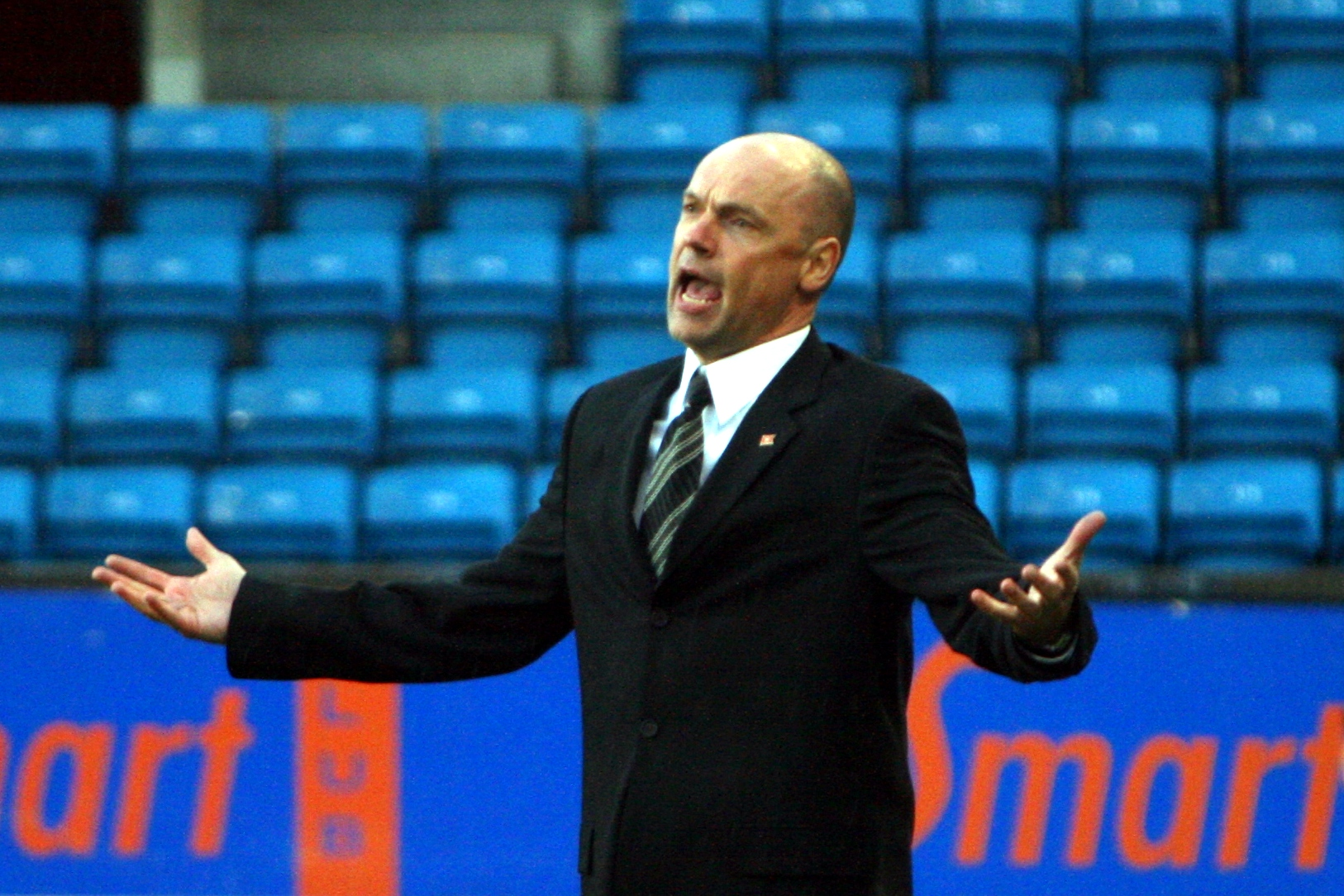
Уве Реслер під час роботи тренером «Вікінга». 2009 рік.

#### «Молде»
31 серпня 2010 року підписав короткостроковий контракт з «Молде», виступивши в ролі «пожежного» наприкінці сезону. Під його керівництвом в останніх восьми іграх сезону команда подвоїла кількість набраних очок і зберегла місце у вищому дивізіоні. По закінченні сезону на посаді головного тренера команди Реслера змінив Уле Гуннар Сульшер.

### Робота в Англії

#### «Брентфорд»
У червні 2011 року Реслер повернувся до Англії, уклавши дворічний контракт з «Брентфордом». Перший офіційний матч під керівництвом Реслера команда виграла в «Йовіл Тауна» з рахунком 2:0. Перший сезон склався вдало — за підсумками чемпіонату «Брентфорд» набрав 67 очок і фінішував на 9 місці в Першій футбольній лізі, що стало найкращим результатом для команди за останні шість років.
В наступному сезоні 2012/13 «Брентфорд» зупинився за крок від підвищення в класі. Спочатку, в драматичному матчі, команда поступилася «Донкастер Роверз», перемога над яким дозволяла безпосередньо вийти в дивізіон вище. «Брентфорд» потрапив у плей-оф, у фінальному матчі якого поступився на «Вемблі» «Йовілу» з рахунком 1:2.
Після невдалої кінцівки сезону 2012/13 Реслер почав перебудову команди. Перед стартом чергового сезону команду поповнило 13 новачків, як куплених, так і взятих в оренду. У листопаді-грудні 2013 року «Брентфорд» здобув сім перемог у восьми іграх. 7 грудня 2013 року Реслер залишив свій пост. Під керівництвом його наступника, Марка Ворбертона, клуб завершив сезон на 2 місці і заробив підвищення в класі. Ветеран команди Кевін О'Коннор в інтерв'ю віддав належне Реслеру, заявивши, що німецький фахівець працював на рівні Прем'єр-ліги і зумів змінити менталітет гравців, давши їм впевненість у своїх силах.

#### «Віган»
7 грудня 2013 року Реслер був призначений на пост головного тренера клубу «Віган Атлетік». Дебют німця на чолі клубу припав на матч Ліги Європи проти словенського «Марибора», що завершився поразкою 1:2.
У березні 2014 року «Віган» здобув сенсаційну перемогу над не чужим для Уве «Манчестер Сіті» на стадіоні «[[Етіхад (стадіон)|Етіхад]» з рахунком 2 1, вибивши фаворита в 1/4 Кубка Англії. На наступній стадії «Віган» вибув, поступившись в серії пенальті лондонському «Арсеналу». Сезон 2013/14 команда завершила на п'ятому місці у Чемпіоншипі і потрапила в плей-оф, де поступилася «Квінз Парк Рейнджерс» з рахунком 1:2 в додатковий час.
У сезоні 2014/15 «Віган» вважався одним з фаворитів турніру. Гра ж команди не виправдала прогнозів і «Віган» до листопада 2014 року опинився в зоні вильоту. 13 листопада Реслер був звільнений з посади головного тренера. Виправити ситуацію це не допомогло і за підсумками чемпіонату команда опустилася в дивізіон нижче.

#### «Лідс Юнайтед»
В лютому 2015 року Реслер відхилив пропозицію очолити «Мюнхен 1860», сподіваючись отримати нову роботу в Англії. 20 травня 2015 року він був призначений головним тренером «Лідс Юнайтед», уклавши контракт на два роки. Першу гру під керівництвом Реслера «Лідс» зіграв проти «Бернлі» 8 серпня 2015 року, матч завершився нічиєю 1:1. 19 жовтня він був відправлений у відставку після того, як команда здобула лише дві перемоги в 12 іграх і опустилася на 18-е місце в таблиці.

#### «Флітвуд Таун»
30 липня 2016 року Реслер очолив клуб «Флітвуд Таун», який виступав у третьому дивізіоні англійського футболу. У першому сезоні під його керівництвом команда посіла четверте місце у чемпіонаті, а в півфіналі плей-оф за вихід у дивізіон вище за сумою двох матчів поступилася «Бредфорд Сіті» (0:1, 0:0). У наступному році ситуація була не кращою і німецький спеціаліст був звільнений 17 лютого 2018 року після семи поспіль поразок у всіх змаганнях.

### «Мальме»
12 червня 2018 року Реслер був оголошений новим головним тренером шведського чемпіона клубу «Мальме», підписавши з ним угоду на 2,5 роки. Перший сезон 2018 року закінчив з клубом на третьому місці, яка дало право на наступний рік зіграти у Лізі Європи.
| Дата      | Місто          | Господарі | Результат | Гості  | Турнір           | Голи | Примітки |
| --------- | -------------- | --------- | --------- | ------ | ---------------- | ---- | -------- |
| 26-1-1990 | Ель-Кувейт     | Кувейт    | 1 – 2     | НДР    | товариський матч | -    | 65'      |
| 28-3-1990 | Берлін         | НДР       | 3 – 2     | США    | товариський матч | -    | 80'      |
| 11-4-1990 | Хемніц         | НДР       | 2 – 1     | Єгипет | товариський матч | -    |          |
| 13-5-1990 | Ріо-де-Жанейро | Бразилія  | 3 – 3     | НДР    | товариський матч | -    | 77'      |
| 12-9-1990 | Андерлехт      | Бельгія   | 0 – 2     | НДР    | товариський матч | -    |          |
| Усього    |                | Матчів    | 5         |        | Голів            | 0    |          |

## Тренерський стиль
Команди Реслера відрізняються активним високим пресингом, частою ротацією складу. Найуживаніші тактичні схеми гри — 4-3-3 або 3-5-2. Свій стиль Реслер порівнює з командами, якими керує його співвітчизник Юрген Клопп і описує його як «футбольний хеві-метал», швидка атакуюча гра зі стрімким переходом від оборони до атаки.

## Особисте життя
Одружений з норвежкою, має двох синів, названих за іменами колишніх гравців «Манчестер Сіті» — Коліна (на честь Коліна Белла) і Тоні (на честь Тоні Бука).
У 2013 році видав автобіографію, названу «Knocking Down Walls».